# 転向療法
転向療法（てんこうりょうほう、英語: conversion therapy）は、心理的または精神的介入を用いて、個人の性的指向やジェンダー・アイデンティティを変更しようとする疑似科学的な試みである。コンバージョン・セラピーとも表記される。また、ジェンダー探索療法（英語: gender exploratory therapy）と称されるものも、この転向療法と同質とみなされている。
転向治療には個人の性的指向やジェンダー・アイデンティティを変える効果はなく、転向治療を受ける個人に重大で長期的な心理的害をもたらすという科学的なコンセンサスがある。
それにもかかわらず、論者と支持者は、同性愛者が異性愛者になるのにある程度の成功を収める、いわゆる「脱ゲイ」（ex-gays）の事例レポートを提供している。米国、英国の医学会、科学者、及び政府機関は、転向療法に対する懸念を表明し、潜在的に有害であると考えている。
アメリカ精神医学会は、同性愛そのものが精神障害であるか、または患者が性的同性愛指向を変えるべきであるという前提に基づく精神医学的処置と、開業医による性的指向を非倫理的に変更しようとする試みに反対している。また、ゲイとレズビアンの人々の統合に関する議論では、「個人の動機や性格を疑問視すること」をまるで科学的なものであるかのように扱うことから、転向療法の進歩は性的指向に関する非科学的見解を広めることによって社会的害を引き起こす可能性があることを強調している。米国外科医のデイビッド・サッチャー博士は2001年に「性的指向を変えることができるという科学的証拠はない」との報告を出した。
「International Rehabilitation Council for Torture Victims」は転向療法をLGBTQ+の人々が特に経験するリスクがある拷問の一形態と分類している。

## 理論と方法
今日の転向療法の最も重要な推進者は、同性愛治療を「福祉」の問題と捉えるのではなく、治療に対する宗教的正当性を主張する、キリスト教根本主義団体やその他の組織である傾向がある。世俗的に転向療法を推進する主な組織は、宗教団体としばしば提携する、同性愛の研究と治療のための全国協会（NARTH）である。
1981年以前の米国および西ヨーロッパで転向療法に用いられた技術には、アイスピックによるロボトミー、ホルモン療法による化学的去勢、「手および/または性器への電気ショックの適用」、「ホモエロティック刺激の提示と同時に投与される悪心誘発薬」のような嫌悪療法、マスターベーションの再製が含まれていた。
1990年代後半には無免許医による嫌悪療法の報告があるが、最近の米国で行われている臨床技術だと、カウンセリング、可視化、社会技能訓練、 精神分析治療、「祈りと集団のサポートと圧力」といった霊的介入などに限られている。「修復療法」（Reparative therapy）という用語は、一般的に転向療法の同義語として使用されてきたが、厳密に言えば、エリザベス・モバーリーとジョセフ・ニコロージに関連する治療の特定の種類を指しているとされる。

## 各国の状況

### 日本
神道政治連盟などと深く結びつきのある自由民主党の議員などを中心に、「同性愛は心の中の問題であり、先天的なものではなく後天的な精神の障害、または依存症」「回復治療や宗教的信仰によって変化する」「世界には同性愛や性同一性障害から脱した多くの元LGBTの人たちがいる」といった転向療法を推奨する言説が広まっていることが、松岡宗嗣などの指摘によって明らかとなっている。この背景には、日本会議系の宗教団体や統一協会、神社本庁など宗教右派と、保守派議員との深いつながりがあることが指摘されている。